# مستوطنة عدن
مقاطعة عدن التابعة للمفوض الرئيسي (بالإنجليزية: Chief Commissioner's Province of Aden)‏ هو الوضع الإداري الذي تم بموجبه إدارة مستوطنة عدن السابقة (بالإنجليزية: Aden Settlement)‏ (1839 - 1932) بين عامي 1932 - 1937. وبموجب هذا الوضع الجديد، تولى نائب الملك في الهند الإدارة المباشرة على عدن، التي كانت حتى 1932 تدار من قبل حكومة رئاسة بومباي. ولم تتأثر محمية عدن بهذا التغيير.

## خلفية
لما يقرب من قرن من الزمان بعد الاستيلاء على ميناء عدن من قبل قوات شركة الهند الشرقية في عام 1839، كانت المدينة والمنطقة المحيطة بها مباشرة تحت الحكم البريطاني المباشر، والمعروفة باسم مستعمرة عدن، تابعة لرئاسة بومباي البعيدة. كان من المحتم أن يتسبب الموقف غير المحدد للمستوطنة في الطرف الجنوبي الغربي لشبه الجزيرة العربية في حدوث صعوبات، ويشير المؤرخ آر جيه جافين إلى أن «تاريخ عدن بأكمله منذ عام 1839 اتسم بالارتباك والتعقيد الإداري». غالبًا ما طُلب من المسؤول المقيم في عدن، الحصول على عقوبات من ثلاث سلطات مختلفة، حكومة بومباي، حكومة الهند (برئاسة نائب الملك) ومكتب المستعمرات في لندن.
وصلت الأمور إلى ذروتها خلال الحرب العالمية الأولى وفي عام 1917، أدركت حكومة الهند عدم قدرتها على توفير قوات كافية للدفاع عن عدن ضد القوات التركية، ونقلت السيطرة العسكرية على المستوطنة إلى مكتب الحرب ونقلت إدارة شؤون محمية عدن إلى وزارة الخارجية. كان النقل غير مكتمل لأن الهند احتفظت بإدارة الشؤون داخل المستوطنة نفسها، وهو أمر كان يُنظر إليه بشكل متزايد في لندن على أنه مفارقة تاريخية نظرًا لأن عدن تنتمي بوضوح إلى الشرق الأوسط والعالم العربي. ومع ذلك، استمرت الأمور، وشهدت إدارة عدن على مدار العقدين التاليين مشاحنات بيروقراطية متواصلة بين رئاسة بومباي، وحكومة الهند، ومكتب الهند، ومكتب المستعمرات، ومكتب الحرب، «والتي اندلعت بين الحين والآخر في أعمدة من الصحف وعلى أرضية مجلس العموم والمجالس التمثيلية في الهند.» كان الخلاف الرئيسي حول تقسيم التكاليف بين الهند ولندن، ولا سيما فيما يتعلق بتكاليف الدفاع الضخمة في عدن. كان العائق المهم الآخر أمام النقل الكامل لمدينة عدن إلى لندن هو عدم شعبية المكتب الاستعماري بين المجتمع التجاري الراسخ والقوي في عدن، والذي كان على دراية بالتمييز في الإدارة في شرق إفريقيا البريطانية ويخشى أن يحدث نفس الشيء إذا تم وضع عدن تحت سيطرة مكتب المستعمر.

## إنشاء مقاطعة رئيس المفوضين
اكتسبت القضية إلحاحًا في نهاية العشرينيات عندما بدأت المناقشات حول الإصلاحات الدستورية في الهند. لا يمكن استيعاب عدن البعيدة مع أغلبيتها العربية في الهند الفيدرالية الجديدة حيث تظل السلطة التشريعية في بومباي ذات الصلاحيات الكبيرة. لذلك تقرر إلى أن يتم تحديد الوضع النهائي لعدن، أن تتخلى بومباي عن سيطرتها الإدارية على المنطقة التي ستصبح مقاطعة رئيس المفوضين تحت السيطرة المباشرة لنائب الملك. كان من المتوقع أن تكون هذه الحالة، التي دخلت حيز التنفيذ في 1 أبريل 1932، قصيرة الأجل، ونص أحد بنود قانون حكومة الهند لعام 1935 على أن «عدن لن تكون جزءًا من الهند البريطانية». وفقًا لأمر مستعمرة عدن، 1936، أصبحت عدن مستعمرة ملكية البريطاني تحت المسؤولية الكاملة لمكتب المستعمرات اعتبارًا من 1 أبريل 1937. في ذلك الوقت، أوضحت الحكومة البريطانية أنها غير راغبة في تقاسم السيطرة على مثل هذا الحي الحيوي. قاعدة إمبراطورية أو أي شيء يتعلق بها مع إدارة هندية مستقلة. ومع ذلك، لتهدئة الجالية الهندية التي ما زالت تعارض النقل، لم يتم قطع الروابط مع الهند تمامًا. بينما أصبحت محكمة الجلسات والمقاطعة في عدن المحكمة العليا للمستعمرة الجديدة، يمكن تقديم الاستئناف إلى محكمة القضاء العليا في بومباي في القضايا المدنية المتعلقة بالملكية وبعض قضايا الحقوق المدنية، وكذلك في القضايا الجنائية. حافظت الروبية الهندية على وضعهت عملة رسمية.

### تكوين سكان عدن عام 1933
| العرب  | الصوماليين | اليهود | الهنود | الأوروبيين | آخرين | المجموع |
| ------ | ---------- | ------ | ------ | ---------- | ----- | ------- |
| 29,820 | 3,935      | 4,120  | 7,287  | 1,145      | 331   | 46,638  |

### المفوض الرئيسي
( قائمة المديرين الاستعماريين البريطانيين في عدن)
أصبح السير برنارد رايلي، الذي تم تعيينه مقيمًا عام 1931، ثم المفوض الأول عام 1932، أول حاكم لمستعمرة عدن.